# HighFleet
Highfleet, повністю HighFleet: Deus in Nobis (з лат. «З нами Бог») — стратегічна інді-відеогра з аркадними боями. Випущена 27 липня 2021 року MicroProse у Steam.

## Ігровий процес
У Highfleet потрібно керувати летючими кораблями, що показані у вигляді з боку. В грі присутні два основних елемента: стратегічний та аркадний. До стратегічного належать керуванням флотом, розподіл та поповнення пального, перехоплення радіопередач, слідкуванням за радарами та переміщенням ворожих флотилій, прокладання курсу, купівля та продаж зброї, обладнання й кораблів, модернізація кораблів. Уся стратегічна частина відбувається в реальному часі з можливістю його зупинки або ж прискоренням. На карті світу розташовані міста, в яких можна придбати нові кораблі, модулі для них, боєприпаси та пальне. Посадка кораблів виконана як окрема мінігра, де потрібно враховувати кут нахилу, швидкість руху та вітер.
Highfleet заохочує грати агресивно, це винагороджується золотом і визнанням. Золото потрібне для придбання кораблів і їхньої підтримки, а визнання дозволяє перегравати невдалі битви. Запас визнання відновлюється при простої в місті. Між містами існують бази, від лідерів яких (тарханів) можна отримати допомогу, виголосивши промову, що відповідає характеру лідера, чи підкупивши їх. Промова визначається картками з описом теми реплік.
Аркадна частина складається з боїв проти ворожих кораблів вже в реальному часі. Перед цим гравець обирає послідовність виходу кораблів на поле бою та їхню амуніцію. Одночасно в бою гравець керує одним кораблем проти двох-трьох ворожих кораблів. Для боротьби існують звичайні осколково-фугасні снаряди, бронебійні оперені підкаліберні снаряди, (БОПСи), високоточні коректовані снаряди із кумулятивною бойовою частиною (СКР), запальні снаряди, та осколково-фугасні снаряди із дистанційним радіопідривачем, а також ПКР із інфрачервоною головкою самонаведення, осколково-фугасні або кумулятивні некеровані ракети, та різні фугасні бомби. Якщо поточний корабель пошкоджений чи в нього закінчується паливо, його можна відкликати і воювати наступним.
Після бою пропонується обшукати уламки, щоб зібрати вцілілих і полонених, або добути корисні деталі й паливо, а також розвіддані.

## Сюжет
Дія відбувається на вигаданій планеті Елаат, яка можливо є Землею в майбутньому. За тисячі років до подій гри людство підірвало Місяць і падіння його уламків перетворило планету на пустелю. За 214 років до подій гри була заснована імперія Романі, але тепер вона перебуває на межі поразки від Збору Великих Домів, воєнного альянсу з пустельної області Ґерат. Лідери Домів на чолі з лордом-губернатором міста Хіва повстали проти імперії та скинули імперського маріонеткового короля Елау-Алі, проголосивши себе Республікою Ґерат.
Сюжет Highfleet зосереджений навколо герцога Марка Саяді — спадкоємця імперії Романі. Його відправляють придушити повстання Зібрання Великих Домів в Республіці Ґерат, разом з адміралом флоту Шарифом Рахматовичем Даудом і генералом Петром Ігнатовичем Шахіном. Дорогою флагманський корабель «Севастополь» прилітає до Саяді та повідомляє, що бунтівники підірвали в столиці імперії атомну бомбу, вбивши імператора Керім Шаха II.
Порадившись із соратниками, Марк вирушає до міста Хіва, ворожої столиці, де міститься величезний плутонієвий реактор. Якщо заволодіти ним, це стане сильним аргументом у переговорах з Зібранням та схилить її до капітуляції. Проте Хіва розташована доволі далеко. Тому Марку доводиться використовувати всі свої тактичні та стратегічні навики, щоб дістатися туди. Експедиційний корпус коронує Саяді як нового імператора та Великого тархана флоту, після чого летить у Ґерат.
Коли флот просувається вглиб пустелі, він збирає допомогу від дружніх тарханів. Зрештою Саяді зустрічає вождя племені, який показує йому Коду, стародавній текст, написаний забутою мовою. Саяді може обманути вождя, сказавши, що його родина знає цю мову, і тоді він набуде статусу пророка, що веде паломників до Хіви.
Згодом планета занурюється у темряву. Спалахують релігійні повстання, флот намагається знайти цьому раціональні пояснення, як-от кліматичні зміни, спричинені ядерною війною. Флот поспішає до Хіви в надії, що потужність реактора дозволить вижити в умовах вічної ночі. Потім прибуває крейсер «Діана» з новинами зі столиці. Всупереч попереднім заявам, столиця досі стоїть, а імператор живий. Дауд звинувачує Петра у брехні, стверджуючи, що він приховав повідомлення від верховного командування. Петро визнає це, але стверджує, що захоплення Хіви все одно можливе і для цього просто не було стимулу. Залежно від вибору гравця, Петро застрелить Дауда, або Петра заарештують і флот повернеться до столиці, лишивши Саяді тільки «Севастополь».
Долетівши до околиць Хіви, Саяді отримує запрошення від місцевого лорда-намісника зустрітися з ним наодинці на рівнинах Басри далеко від міста. Залежно від вибору гравця, Саяді проігнорує прохання та вступить у бій з флотом Хіви, або погодиться і піде на зустріч. Якщо Великий князь вирішить зустрітися з лордом-намісником Хіви, той, згідно традиції, дасть йому свій флагман «Варяг». Якщо Саяді до того часу проголошено пророком, він спробує переконати лорда-намісника приєднатися до нього. У разі успіху лорд-намісник приєднується до експедиційного корпусу зі своїм флагманом і покине флот Хіви напризволяще.
Флот під командуванням Саяді захоплює Хіву та запобігає спробі бунтівників підірвати реактор.

## Розробка
Highfleet розробив Костянтин Кошутін, інді-розробник з Росії. Захоплюючись воєнною тематикою та науковою фантастикою, він бажав створити гру в естетиці аналогових пристроїв, де потрібно враховувати закони фізики. Світ гри та сюжет натхненні радянсько-афганською війною, а також фільмом «Лоуренс Аравійський» і книгою «Дюна», де чужоземець, опинившись у пустелі, змінюється під впливом її жителів.

## Оцінки й відгуки
Highfleet отримала середню оцінку на Metacritic 74 бали зі 100.
Рован Кайсер в журналі «PC Gamer» описав, що Highfleet має «розумний інтерфейс і привабливий стиль», а також цікаві бої. Проте гра надає надто мало пояснень що і як у ній працює. Також вона не має жодних налаштувань складності і з часом перетворюється на «постійний потік роздратування і стресу без полегшення».
Максим Клозе-Іванов на сайті «Cultured Vultures» з-поміж головних недоліків гри назвав захаращений інтерфейс, відсутність детального посібника та автоматизації рутинних завдань відштовхують гравців. Однак, — зазначалося критиком, — очевидна любов творців до роботи над дизайном, а різні механіки добре між собою сполучаються. Тому Highfleet можна рекомендувати шанувальникам стратегій і наукової фантастики.